# Zehnkampf-Länderkampf der Männer 1965 Sowjetunion – BR Deutschland
| 12. Leichtathletik-Länderkampf mit bundesdeutscher Beteiligung 1965 | 12. Leichtathletik-Länderkampf mit bundesdeutscher Beteiligung 1965 |
| ------------------------------------------------------------------- | ------------------------------------------------------------------- |
|                                                                     |                                                                     |
| Zehnkampf-Vergleich der Männer: Sowjetunion – BR Deutschland        |                                                                     |
| Austragungsort                                                      | Jerewan                                                             |
| Wettbewerbe                                                         | 1                                                                   |
| Datum                                                               | 25./26. September 1965                                              |
| 1. FRG 2. URS                                                       | 29.436 Punkte 29.387 Punkte                                         |
| Chronik                                                             |                                                                     |
| ← FRG-GBR (F)                                                       | SUI-FRG-FRA 10kampf (M) →                                           |

Im zwölften Vergleich des Länderkampfjahres 1965 kam es wieder zu einer Begegnung im Zehnkampf. In der armenischen Stadt Jerewan traten die bundesdeutschen Athleten am 25./26. September zum ersten Mal in dieser Disziplin gegen die Vertreter der Sowjetunion an.

## Wettbewerbe und Modus
Für die UdSSR traten sechs, für die Bundesrepublik Deutschland fünf Zehnkämpfer an, von denen die vier besten jeder Mannschaft durch Addition ihrer im Wettkampf erzielten Punktergebnisse gewertet wurden.

## Ergebnis
In der Einzelwertung lag zwar ein sowjetischer Zehnkämpfer vorn, doch die bundesdeutschen Athleten, die sich auf den Rängen eins bis vier sowie sieben platzierten sammelten mehr Punkte als ihre sowjetischen Konkurrenten. So gewann die Bundesrepublik Deutschland dieses Aufeinandertreffen in der Gesamtabrechnung knapp mit 29.436 zu 29.387 Punkten.

## Legende
Kurze Übersicht zur Bedeutung der Symbolik – so üblicherweise auch in sonstigen Veröffentlichungen verwendet:
| DNF | nicht im Ziel (did not finish) |
| DNS | nicht am Start (did not start) |

## Resultat
| Platz | Name                  | Nation | Punkte | 100 m  | Weit- sprung | Kugel- stoßen | Hoch- sprung | 400 m  | 110 m Hürden | Diskus- wurf | Stabhoch- sprung | Speer- wurf | 1500 m     |
| ----- | --------------------- | ------ | ------ | ------ | ------------ | ------------- | ------------ | ------ | ------------ | ------------ | ---------------- | ----------- | ---------- |
| 1     | Mychajlo Storoschenko | URS    | 7689   | 11,0 s | 7,19 m       | 15,17 m       | 2,00 m       | 53,1 s | 14,8 s       | 45,44 m      | 4,20 m           | 59,40 m     | 4:57,3 min |
| 2     | Horst Beyer           | FRG    | 7552   | 11,3 s | 7,00 m       | 13,58 m       | 1,90 m       | 49,6 s | 14,6 s       | 41,55 m      | 4,20 m           | 51,49 m     | 4:30,6 min |
| 3     | Heinz Gabriel         | FRG    | 7418   | 11,0 s | 7,19 m       | 12,80 m       | 1,85 m       | 49,5 s | 15,4 s       | 44,98 m      | 3,60 m           | 54,63 m     | 4:33,4 min |
| 4     | Günter Grube          | FRG    | 7260   | 11,0 s | 6,59 m       | 14,51 m       | 1,75 m       | 51,4 s | 15,4 s       | 39,69 m      | 4,00 m           | 66,34 m     | 4:51,6 min |
| 5     | Walentin Starodubzew  | URS    | 7260   | 10,9 s | 7,18 m       | 12,99 m       | 1,85 m       | 49,8 s | 15,1 s       | 39,89 m      | 3,20 m           | 49,30 m     | 4:22,4 min |
| 6     | Juri Djatschkow       | URS    | 7257   | 11,4 s | 7,23 m       | 13,97 m       | 1,85 m       | 51,3 s | 15,4 s       | 41,06 m      | 4,40 m           | 48,82 m     | 4:54,0 min |
| 7     | Manfred Pflugbeil     | FRG    | 7206   | 11,2 s | 6,89 m       | 14,6 m        | 1,85 m       | 50,3 s | 15,5 s       | 40,37 m      | 3,20 m           | 59,73 m     | 4:33,6 min |
| 8     | Priit Paalo           | URS    | 7181   | 11,2 s | 6,82 m       | 13,86 m       | 1,85 m       | 52,3 s | 15,0 s       | 41,03 m      | 3,80 m           | 50,98 m     | 4:37,9 min |
| 9     | Wolfgang Heise        | FRG    | 7086   | 11,3 s | 6,51 m       | 14,09 m       | 1,75 m       | 50,3 s | 15,5 s       | 37,43 m      | 3,80 m           | 61,02 m     | 4:41,9 min |
| DNF   | Jānis Lanka           | URS    |        | 11,3 s | 6,83 m       | 13,98 m       | 1,70 m       | 51,4 s | 15,5 s       | 38,50 m      | 3,80 m           | 52,80 m     | DNS        |
| DNF   | Eduard Ortsijew       | URS    |        | 11,4 s | 7,00 m       | 14,68 m       | 1,80 m       | 51,4 s | 15,6 s       | 45,26 m      | DNS              |             |            |